# Menny Carrasco
Pour les articles homonymes, voir Carrasco.
Manuel Alejandro Carrasco de la O, (21 janvier 1983) mieux connu sous le Menny, est un chanteur et compositeur d'origine mexicaine.
Connu grâce à l'émission de téléréalité La Academia, le Mexique, un programme similaire au célèbre American Idol ou X Factor en Angleterre, où il a été l'un des finalistes.

## Biographie
Né le 21 janvier 1983 à Chihuahua, au Mexique, fils de la journaliste Emma de la O et Eleuterio Carrasco, le plus jeune de ses deux frères, avec 5 ans sont intéressés par le chant et le théâtre musical, ses débuts dans des pièces de Chihuahua, et de là, n'a jamais cessé de participer à des événements de toutes sortes.

## Course

### La Academia
Représentant l'état de Chihuahua, Menny admissibles à atteindre au cours des 36 étudiants qui suivent cherchant à réaliser son rêve de devenir chanteurs, dans reality show populaire mexicaine La Academia. Le 4 octobre 2009, sa première présentation devant le public mexicain et international. Après presque trois mois de préparation constante et surmonter les concerts qui ont lieu tous les dimanches, Menny atteindre la demi-finale qui s'est tenue à Chiapas, Mexique, où il a obtenu la 5e place, ajout d'une voiture donnée par leurs professeurs, pour être le meilleur étudiant de sa génération.

### Présentations
| Conciert | 1           | 2              | 3      | 4               | 5           | 6      | 7                 | 8                  | 9                    | 10                       | 11                                   | 12                                            |
| -------- | ----------- | -------------- | ------ | --------------- | ----------- | ------ | ----------------- | ------------------ | -------------------- | ------------------------ | ------------------------------------ | --------------------------------------------- |
| Chanson  | Todo cambió | No soy el aire | Vuelve | Corazón partido | Ahora quien | Te amo | Princesa tibetana | Cuando seas grande | Cielo & Déjame vivir | TBC y Te solté la rienda | A Dios le pido & Si no estas conmigo | Sueña, Burbujas de amor & Será que no me amas |

### Segunda Oportunidad
En 2010, il a été invité à participer à un autre concours, appelé Segunda Oportunidad, où, pour les équipes 4 membres, se battra pour d'être le gagnant, présentant différents défis musicaux, et après environ 3 mois, atteindre la finale, avec l'équipe jaune, postulé en tant que lauréats du programme.

### Présentations
| Conciert | 1                   | 2              | 3                         | 4       | 5                     | 6              | 7                 | 8             | 9         | Demi-finale   | Grand Final 5 rondes                                                                         |
| -------- | ------------------- | -------------- | ------------------------- | ------- | --------------------- | -------------- | ----------------- | ------------- | --------- | ------------- | -------------------------------------------------------------------------------------------- |
| Chanson  | Ni rosa ni juguetes | Casate conmigo | Todo cambio (Duranguense) | Mientes | La Fuerza del Corazón | Suelta mi mano | Llorare las penas | Pedro Navajas | Amor Amor | Puedes Llegar | Que Nivel de Mujer, Regresa a mi, No soy el Aire(Duranguense), No se Olvidar & Aqui Estoy Yo |

Actualmente, partie d'un groupe mexicain appelé, TOBBY, composé de certains de ses collègues connus dans le reality show. Il a aussi eu quelques participations dans des feuilletons télévisés, du televisora de TV Azteca

### Discographie
- 2010: Hablando de sueños
- 1.  Dame lo que quiero
- 2.  Que vas a querer de beber
- 3.  Si volvemos a empezar
- 4.  Por siempre
- 5.  Hablando de sueños
- 6.  Lo siento
- 7.  Y te encontre
- 8.  Y nunca te olvide
- 9.  Solo se vive una vez
- 10. Ya casi te olvido
- 11. No sé vivir sin ti
- 12. Y regresó la lluvia